# Chiara Consonni
Chiara Consonni   (Ponte San Pietro, 24 de juny de 1999) és una ciclista italiana.
El seu germà Simone també és ciclista professional. Actualment corre per l'equip Canyon-SRAM Racing. Entre les seves victòries més destacades s'inclouen una medalla d'Or als Jocs Olímpics d'Estiu de 2024 en ciclisme en pista en cursa americana i vencedora d'etapes al Giro d'Itàlia.

## Palmarès en pista
- 2016
  -  Campiona del món de ciclisme en pista Júnior Persecució per equips
  -  Campiona d'Europa de ciclisme en pista Júnior Persecució per equips

- 2017
  -  Campiona del món de ciclisme en pista Júnior Persecució per equips
  -  Campiona del món de ciclisme en pista Júnior Madison
  -  Campiona d'Europa de ciclisme en pista Júnior Persecució per equips
  -  Campiona d'Europa de ciclisme en pista Júnior Madison

- 2020
  -  Campiona d'Europa de ciclisme en pista sub-23 Persecució per equips
  -  Campiona d'Europa de ciclisme en pista sub-23 Madison

- 2021
  -  Campiona d'Europa de ciclisme en pista sub-23 Persecució per equips
  -  Campiona d'Europa de ciclisme en pista sub-23 Madison
  -  Campiona d'Europa de ciclisme en pista sub-23 per eliminació

- 2022
  -  Campiona del món de ciclisme en pista Persecució per equips
  -  Campiona d'Itàlia en persecució per equips

- 2024
  -  Medalla d'or als Jocs Olímpics en cursa americana

- 2025
  -  Campiona d'Europa de ciclisme en pista sub-23 Persecució per equips

## Palmarès en ruta
- 2019
  - Vencedora d'una etapa a la Boels Ladies Tour

- 2021
  - 1a a la Volta a Mouscron
  - 1a a la Volta a la Comunitat Valenciana Fèmines
  - 1a al Gran Premi de Plumelec-Morbihan

- 2022
  - 1a a A través de Flandes
  - 1 a Dwars door de Westhoek
  - 1a a Diamond Tour
  - Vencedora d'una etapa al Giro d'Itàlia
  - 1a al Gran Premi d'Isbergues

- 2023
  - 1a al Trofeu Maarten Wynants
  - Vencedora d'una etapa al Giro d'Itàlia
  - 1a al Gran Premi Beerens
  - 1a al Tour de l'illa de Chongming i vencedora d'una etapa

- 2024
  - 1a al Gran Premi della Liberazione
  - 1a al Gran Premi Eco-Struct
  - 1a al Diamond Tour
  - Vencedora d'una etapa al Giro d'Itàlia
- 2025
  - 1a a la Volta a Polònia i vencedora de dues etapes

### Resultats a les Grans voltes

#### Giro d'Itàlia
- 2018: no surt a la 6a etapa
- 2021: fora del temps permès a la 4a etapa

- 2022: 59a posició, vencedora de la 10a etapa
- 2023: 91a posició, vencedora de la 9a etapa
- 2024: Vencedora de la 2 etapa. No surt a la 7a etapa
- 2025. 86a posició

#### Tour de França
- 2023: no surt a la 7a etapa